# PDM Racing
PDM Racing fue un equipo estadounidense que compitió en la Indy Racing League y la USAC Silver Crown Series, equipo que fundó el propietario Paul Diatlovich. Casi siempre le consideró como equipo de bajo presupuesto y debido a su afecto cómico fue apodado por sus siglas (o accidentalmente) como Pobres Mecánicos Tontos (PMT) (en inglés, Poor Dumb Mechanics), por uno de sus antiguos propietarios, que si supo sacar el máximo provecho de los equipos mediocres.

## Historia
El equipo fue fundado en 1996 en la temporada inicial de la Indy Racing League y realizó varias temporadas completas hasta el 2002, cuando los crecientes costos obligaron al equipo a iniciar de nuevo un equipo para competencias con un programa limitado de carreras. El equipo es el más conocido por dar a conocer al tres veces campeón Sam Hornish Jr. de la IRL cuando este debutó en el año 2000. Hornish obtuvo su mejor resultado con el equipo en esa temporada, un 3° lugar en Las Vegas Motor Speedway.

### Entre la IRL, la Indy Lights y la USAC Silver Crown Series
El equipo abrió operaciones en la USAC Silver Crown Series con un automóvil conducido por el brasileño Thiago Medeiros, quien tambiéncompitió con ellos con un coche para en la 500 Millas de Indianápolis de 2006. El equipo entró en las 500 Millas de Indianápolis de 2007 con el piloto Jimmy Kite que había regresado al equipo, pero eran fueron incapaces de llegar a los 4,8 km/h como velocidad necesaria que les faltaba asegurar su posición en la parrilla de salida y al final no pudieron clasificarse. Durante la temporada 2008 el equipo se asoció con el equipo American Spirit Racing con la piloto Cyndie Allemann en la Indy Lights, prestándole apoyo técnico y una base de operaciones. PDM Racing entró una vez más en la Indy 500 de 2008, pero no hizo acto de presencia. PDM Racing continuó trabajando con ASR en pista preparando los coches de la Indy Lights impulsado al piloto Junior Strous hasta la carrera de la Freedom 100, cuando el programa fue retirado. El equipo una vez más intento probar en la Indy Lights en 2010 con el piloto Rodrigo Barbosa.

## Pilotos destacados de PDM Racing

### IRL IndyCar Series
- Billy Boat (1997)
- Mike Borkowski (1999)
- Tyce Carlson (1997-1998, 2002)
- Ed Carpenter (2003)
- John de Vries (2002)
- Mark Dismore (1997)
- Jack Hewitt (1998)
- Sam Hornish Jr. (2000)
- Jimmy Kite (2003)
- Steve Knapp (1998-1999)
- Cory Kruseman (2002)
- Scott Mayer (2003)
- Robby McGehee (2004)
- Thiago Medeiros (2006)
- John Paul Jr. (1996-1998)
- Eliseo Salazar (1998)
- Jeret Schroeder (2001-2002)

### Indy Lights
- Cyndie Allemann (2008)
- Rodrigo Barbosa (2010)
- Junior Strous (2009)